# Павлов Василь Михайлович
Василь Михайлович Павлов (1904–1943) — червоноармієць, учасник німецько-радянської війни, Герой Радянського Союзу (1943).

## Біографія
Василь Павлов народився 10 липня 1904 року в селі Верхній Ристюг (нині — Нікольський район Вологодської області). Отримав початкову освіту, після чого працював в колгоспі, потім на будівництві шосейних доріг, був інспектором дорожнього відділу Нікольського райвиконкому. У 1942 році Павлов був призваний на службу в Робітничо-селянську Червону Армію. До березня 1943 року гвардії рядовий Василь Павлов був стрільцем 78-го гвардійського стрілецького полку 25-ї гвардійської стрілецької дивізії 6-ї армії Південно-Західного фронту.
2 — 6 березня 1943 року Павлов в складі свого взводу, яким командував лейтенант Широнін, брав участь у відбитті контратак німецьких танкових і піхотних частин біля залізничного переїзду на південної околиці села Таранівка Зміївского району Харківської області Української РСР. У тих боях він загинув. Похований у братській могилі на місці бою.
Указом Президіума Верховної Ради СРСР від 18 травня 1943 року за «зразкове виконання бойових завдань командування на фронті боротьби з німецькими загарбниками і проявлені при цьому мужність і героїзм» гвардії рядовий Василь Павлов посмертно був удостоєний звання Героя Радянського Союзу. Також посмертно був нагороджений орденом Леніна.